# 中利夫
中 利夫（なか としお、1936年〈昭和11年〉4月28日 - 2023年〈令和5年〉10月10日）は、群馬県前橋市出身のプロ野球選手（外野手）・コーチ・監督、解説者・評論家。
登録名を頻繁に変えており、入団時は「利夫」、その後は1964年に「三夫」、1965年に「暁生」、監督時代は「利夫」。コーチ時代は「登志雄」もしくは「利夫」。解説者としては本名の「利夫」を使用。

## 経歴
前橋高校では1年生時の1952年秋からエース、中軸打者として活躍、主将も務めた。1953年夏の甲子園県予選準決勝に進むが、桐生工に敗退。同年の秋季関東大会県予選も準決勝で桐生高に敗れる。3年次の1954年には春季関東大会県予選決勝で桐生工を降し優勝、関東大会に進むが準々決勝（初戦）で水戸農に惜敗した。同年夏の甲子園県予選は肩痛で初戦敗退。

### 現役時代
1955年に中日ドラゴンズへ入団。2年目の1956年には、前年に中堅手であった本多逸郎が一塁手に回る。その後継として開幕から一番打者、中堅手として起用され、初の規定打席（9位、打率.262）に達した。肩も強く同年は16補殺を記録している。その後はやや低迷するが1959年には初のオールスターゲーム出場を果たし、第2戦では2回に土橋正幸から先制3点本塁打、MVPを獲得する。
1960年には打率.312（長嶋茂雄、近藤和彦に次ぐ3位）を記録し、50盗塁で盗塁王を獲得。初のベストナインにも選出された。守備面では1963年と1965年にシーズン350刺殺のリーグ新記録を作る。流し打ちの技術をマスターし、1964年に打法をアッパースイングからダウンスイングに変えてからは高打率を残すようになる。同年からは高木守道と一、二番を組みチャンスメーカーとして活躍、1966年には2度目の3割越えとなる打率.322（長嶋茂雄、遠井吾郎に次ぐ3位）を記録した。
1967年には王貞治、近藤和彦と熾烈な打率争いを繰り広げるが、セーフティーバントを連続成功させたことが功を奏し、打率.343で首位打者を獲得。
1968年に眼疾により長期欠場を余儀なくされるが、無事にカムバックした。
1971年にコーチ兼任となる。
1972年には大島康徳が開幕から中堅手に定着し出場機会が減少、同年限りで引退した。

### 引退後
中日で二軍打撃コーチ（1973年 - 1976年）、一軍打撃コーチ（1977年・1984年・1986年）、監督（1978年 - 1980年）、一軍作戦走塁コーチ（1985年）を歴任。
CBC解説者や中日スポーツ評論家（1981年 - 1983年）を務めた。
広島東洋カープ二軍打撃コーチ（1987年 - 1988年）・二軍監督（1989年 - 1990年）を務めた。
広島退団後はテレビ愛知（1991年 - 1996年）・三重テレビ解説者を経て、中日新聞評論家・東海ラジオ解説者（2012年 - ）。
プロ野球マスターズリーグの名古屋80D'sersでは監督・選手として参加。
2003年から2006年まで中日OB会の会長も務めた。
2010年の日本シリーズ第1戦（ナゴヤドーム）では始球式を務めた。
2023年10月10日、誤嚥性肺炎のため名古屋市内の病院で死去。87歳没。

## 球団コーチ・監督時代

### 中日監督
監督就任時はチーム待望の生え抜き監督であると同時に片腕として中日スポーツの記者の広野功の推薦で西鉄→太平洋クラブで監督経験のある稲尾和久（広野の西鉄時代の監督）を投手コーチに招聘した。また現役時代の監督だった水原茂にあやかり背番号を30にして話題になったが、順位は5位、3位、故障者の続出もあり就任3年目に最下位に転落し、解任された。
宇野勝は中の監督時代にレギュラーになったが、一方で平野謙に関しては中は平野を整理リスト（クビ要員）に入れており、中が監督退任したことと後任監督の近藤貞雄の意向で平野は残留になった。

### 広島時代
中にとっては唯一のNPBでの中日以外の球団への在籍経験であり、コーチ人事で選手としての在籍経験者（生え抜き・外様を問わず）を優先する傾向の強い広島球団としては異例の、純然たる外様かつ他球団監督経験者の招聘だった。このカープでの二軍監督時代に入団し、育成を手掛けたのが前田智徳で、前田は中を恩師として慕っていた。

## 選手としての特徴

### 打撃
現役時代はその打ち方が「ちょうちん打法」と呼ばれていた。これは、高めの球が来たら身をかがめ、低めの球が来たら背を伸ばすことで、少しでもボールを多く取ることを狙った打ち方で、この時の体を上下させる動きが伸び縮みする提灯のようであることからこの名がついた。一番打者として塁に出ることを意識する中で自然と身についた打法とのこと。
ボールを長く見る打撃スタイルで、バットの出が遅く、バットと球が当たるポイントが近かった（捕手寄りだった）。この為、打撃妨害を記録することも多く、通算打撃妨害数21は日本記録である。
足が速かったこともあり、三塁打が多かった。通算81三塁打はセ・リーグ記録。

### 守備
1963年と1965年に現在でもセリーグ記録となっている350刺殺を記録するなど、守備範囲が広く、その守備力は歴代屈指のものだった。その守備範囲は長嶋茂雄も恐れていた程で、打者の特徴、カウントを考慮してポジショニングをしていたことがこれの広さにも繋がった。打者の振った瞬間、バットの当たる感じによって打球の距離、方向が分かったという。実際に、レンジ系守備指標ではセリーグの外野手として歴代最高レベルの数値を叩き出している。
また、道具にも拘りを持っており、プロ7年目となる1961年に西尾慈高から譲り受けたグローブを引退までの12シーズンに渡って使い続けていた。

### その他
現役時代の心残りとして「通算1000得点を記録出来なかったこと」を挙げている。これは一番打者として、チームの勝利のため、少しでも先の塁へ進み、少しでも多く本塁に生還する(得点する)ことを重視していたことに由来している。同様の理由で走塁にも意識を置いており、単打を二塁打にするようなベースランニングを心がけていたという。

## 詳細情報

### 年度別打撃成績
| 年 度      | 球 団      | 試 合 | 打 席 | 打 数 | 得 点 | 安 打 | 二 塁 打 | 三 塁 打 | 本 塁 打 | 塁 打 | 打 点 | 盗 塁 | 盗 塁 死 | 犠 打 | 犠 飛 | 四 球 | 敬 遠 | 死 球 | 三 振 | 併 殺 打 | 打 率 | 出 塁 率 | 長 打 率 | O P S |
| ---------- | ---------- | ----- | ----- | ----- | ----- | ----- | -------- | -------- | -------- | ----- | ----- | ----- | -------- | ----- | ----- | ----- | ----- | ----- | ----- | -------- | ----- | -------- | -------- | ----- |
| 1955       | 中日       | 17    | 19    | 17    | 3     | 3     | 0        | 0        | 0        | 3     | 0     | 2     | 0        | 0     | 0     | 2     | 0     | 0     | 3     | 2        | .176  | .263     | .176     | .440  |
| 1956       | 中日       | 119   | 413   | 385   | 39    | 101   | 17       | 6        | 3        | 139   | 26    | 14    | 11       | 11    | 1     | 13    | 0     | 1     | 33    | 2        | .262  | .288     | .361     | .649  |
| 1957       | 中日       | 87    | 252   | 233   | 24    | 55    | 7        | 0        | 2        | 68    | 17    | 15    | 6        | 5     | 3     | 11    | 0     | 0     | 14    | 0        | .236  | .267     | .292     | .559  |
| 1958       | 中日       | 97    | 391   | 339   | 47    | 84    | 15       | 2        | 5        | 118   | 24    | 26    | 7        | 28    | 5     | 16    | 0     | 2     | 19    | 2        | .248  | .282     | .348     | .630  |
| 1959       | 中日       | 75    | 310   | 267   | 54    | 71    | 12       | 1        | 15       | 130   | 38    | 10    | 9        | 9     | 1     | 29    | 1     | 2     | 23    | 1        | .266  | .341     | .487     | .828  |
| 1960       | 中日       | 130   | 531   | 465   | 80    | 145   | 21       | 9        | 7        | 205   | 31    | 50    | 15       | 11    | 2     | 48    | 3     | 2     | 38    | 3        | .312  | .377     | .441     | .818  |
| 1961       | 中日       | 128   | 544   | 480   | 88    | 130   | 14       | 11       | 13       | 205   | 39    | 30    | 17       | 11    | 3     | 46    | 4     | 3     | 36    | 2        | .271  | .336     | .427     | .763  |
| 1962       | 中日       | 127   | 522   | 477   | 51    | 131   | 15       | 10       | 6        | 184   | 33    | 11    | 21       | 6     | 2     | 36    | 2     | 0     | 38    | 4        | .275  | .324     | .386     | .710  |
| 1963       | 中日       | 136   | 584   | 516   | 79    | 127   | 10       | 4        | 13       | 184   | 45    | 27    | 9        | 15    | 3     | 48    | 1     | 0     | 28    | 3        | .246  | .309     | .357     | .665  |
| 1964       | 中日       | 133   | 557   | 500   | 70    | 131   | 23       | 10       | 14       | 216   | 44    | 27    | 8        | 14    | 5     | 35    | 1     | 2     | 28    | 4        | .262  | .310     | .432     | .742  |
| 1965       | 中日       | 133   | 531   | 477   | 73    | 135   | 11       | 8        | 6        | 180   | 33    | 26    | 12       | 6     | 2     | 45    | 2     | 1     | 25    | 1        | .283  | .345     | .377     | .722  |
| 1966       | 中日       | 122   | 525   | 475   | 79    | 153   | 23       | 3        | 18       | 236   | 47    | 22    | 7        | 4     | 4     | 39    | 6     | 1     | 27    | 2        | .322  | .372     | .497     | .869  |
| 1967       | 中日       | 101   | 423   | 376   | 65    | 129   | 20       | 5        | 10       | 189   | 36    | 25    | 13       | 1     | 4     | 39    | 5     | 0     | 27    | 1        | .343  | .401     | .503     | .904  |
| 1968       | 中日       | 61    | 246   | 232   | 42    | 76    | 10       | 3        | 5        | 107   | 17    | 14    | 6        | 1     | 0     | 13    | 1     | 0     | 18    | 2        | .328  | .363     | .461     | .824  |
| 1969       | 中日       | 119   | 493   | 458   | 58    | 133   | 24       | 7        | 10       | 201   | 50    | 19    | 9        | 8     | 1     | 26    | 1     | 0     | 39    | 2        | .290  | .328     | .439     | .767  |
| 1970       | 中日       | 116   | 427   | 390   | 49    | 106   | 13       | 1        | 7        | 142   | 29    | 10    | 6        | 6     | 0     | 27    | 4     | 3     | 36    | 5        | .272  | .324     | .364     | .688  |
| 1971       | 中日       | 108   | 349   | 308   | 31    | 67    | 10       | 0        | 4        | 89    | 20    | 12    | 6        | 9     | 1     | 31    | 4     | 0     | 26    | 3        | .218  | .288     | .289     | .577  |
| 1972       | 中日       | 68    | 219   | 186   | 20    | 43    | 4        | 1        | 1        | 52    | 12    | 7     | 5        | 8     | 2     | 21    | 1     | 0     | 15    | 5        | .231  | .306     | .280     | .586  |
| 通算：18年 | 通算：18年 | 1877  | 7336  | 6581  | 952   | 1820  | 249      | 81       | 139      | 2648  | 541   | 347   | 167      | 153   | 39    | 525   | 36    | 17    | 473   | 44       | .277  | .330     | .402     | .733  |

- 各年度の太字はリーグ最高

### 年度別監督成績
| 年度      | 球団      | 順位      | 試合 | 勝利 | 敗戦 | 引分 | 勝率 | ゲーム差               | チーム本塁打           | チーム打率             | チーム防御率           | 年齢                   |
| --------- | --------- | --------- | ---- | ---- | ---- | ---- | ---- | ---------------------- | ---------------------- | ---------------------- | ---------------------- | ---------------------- |
| 1978年    | 中日      | 5位       | 130  | 53   | 71   | 6    | .427 | 20.0                   | 141                    | .252                   | 4.45                   | 42歳                   |
| 1979年    | 中日      | 3位       | 130  | 59   | 57   | 14   | .509 | 7.5                    | 155                    | .268                   | 3.97                   | 43歳                   |
| 1980年    | 中日      | 6位       | 130  | 45   | 76   | 9    | .372 | 30.0                   | 134                    | .261                   | 4.43                   | 44歳                   |
| 通算：3年 | 通算：3年 | 通算：3年 | 390  | 157  | 204  | 29   | .435 | Aクラス1回、Bクラス2回 | Aクラス1回、Bクラス2回 | Aクラス1回、Bクラス2回 | Aクラス1回、Bクラス2回 | Aクラス1回、Bクラス2回 |

※1978年から1996年までは130試合制

### タイトル
- 首位打者：1回 （1967年）
- 盗塁王：1回 （1960年）

### 表彰
- ベストナイン：5回 （1960年、1965年 - 1967年、1970年）
- オールスターゲームMVP：1回 （1959年 第2戦）

### 記録
初記録
- 初出場・初打席：1955年4月12日、対広島カープ4回戦（中日球場）、9回裏に本多逸郎の代打として出場、大田垣喜夫の前に凡退
- 初安打：1955年4月14日、対広島カープ6回戦（中日球場）、9回裏に吉沢岳男の代打として出場、松山昇から単打
- 初先発出場：1955年7月16日、対大阪タイガース11回戦（大阪球場）、2番・中堅で先発出場
- 初本塁打：1956年5月8日、対広島カープ10回戦（中日球場）、6回裏に山田清志からソロ

節目の記録
- 1000試合出場：1964年8月3日 ※史上87人目
- 100本塁打：1966年8月13日、中村稔から ※史上45人目

その他の記録
- リーグ最多三塁打：5回（セ・リーグ最多記録）
- オールスターゲーム出場：6回 （1959年、1960年、1966年、1967年、1969年、1970年）

### 背番号
- 56（1955年）
- 35（1956年）
- 3（1957年 - 1972年）
- 62（1973年 - 1977年）
- 30（1978年 - 1980年）
- 72（1984年 - 1986年）
- 76（1987年 - 1990年）

### 登録名
- 中 利夫 （なか としお、1955年 - 1963年、1973年 - 1980年）
- 中 三夫 （なか みつお、1964年）
- 中 暁生 （なか あきお、1965年 - 1972年）[12]
- 中 登志雄 （なか としお、1984年 - 1990年）

## 関連情報

### 出演番組
- 東海ラジオガッツナイター - 東海ラジオ
- 三重テレビナイター
- CBCドラゴンズナイター - CBCラジオ
- 侍プロ野球 - CBCテレビ（TBS系列におけるプロ野球中継の現行統一タイトル）
- テレビ愛知　10チャンベースボール - テレビ愛知（同局プロ野球中継の現行タイトル）